# Emita Frigato
Emita Frigato (Roma, 4 marzo 1960) è una scenografa e costumista italiana.

## Biografia
Emita Frigato ha cominciato la sua carriera come assistente di Giuseppe Mangano nel film I fichissimi (1981). Poi ha lavorato con lo scenografo Paolo Biagetti in vari film di Giuseppe Bertolucci e di Giulio Questi. Nel 2011 ha ricevuto il David di Donatello per il miglior scenografo per il film Noi credevamo. Negli anni 1980 ha lavorato con lo scenografo Paolo Biagetti (Miranda, Capriccio, I cammelli, Strana la vita e Non aprire all'uomo nero).

## Filmografia

### Cinema
- I fichissimi, regia di Carlo Vanzina (1981)
- Dio li fa poi li accoppia, regia di Steno (1982)
- Sballato, gasato, completamente fuso, regia di Steno (1982)
- Miranda, regia di Tinto Brass (1985)
- Capriccio, regia di Tinto Brass (1987)
- Strana la vita, regia di Giuseppe Bertolucci (1987)
- I cammelli, regia di Giuseppe Bertolucci (1988)
- I ragazzi di via Panisperna, regia di Gianni Amelio (1989)
- Amori in corso, regia di Giuseppe Bertolucci (1989)
- L'attesa, regia di Fabrizio Borelli (1991)
- Il gioco delle ombre, regia di Stefano Gabrini (1991)
- Mutande pazze, regia di Roberto D'Agostino (1992)
- Il maestro, regia di Marion Hänsel (1992)
- Artemisia - Passione estrema, regia di Agnès Merlet (1997)
- La grande quercia, regia di Paolo Bianchini (1997)
- La verità vi prego sull'amore, regia di Francesco Apolloni (2001)
- Blek Giek, regia di Enrico Caria (2001)
- Il trasformista, regia di Luca Barbareschi (2002)
- Amen., regia di Costa-Gavras (2002)
- Eccomi qua, regia di Giacomo Ciarrapico (2002)
- L'acqua... il fuoco, regia di Luciano Emmer (2003)
- Riparo, regia di Marco S. Puccioni (2007)
- La grande menzogna, regia di Carmen Giardina - cortometraggio (2007)
- Seta, regia di François Girard (2007)
- Sleeping Around, regia di Marco Carniti (2008)
- Questa notte è ancora nostra, regia di Paolo Genovese e Luca Miniero (2008)
- Ce n'è per tutti, regia di Luciano Melchionna (2009)
- Noi credevamo, regia di Mario Martone (2010)
- Le meraviglie, regia di Alice Rohrwacher (2014)
- Maraviglioso Boccaccio, regia di Paolo e Vittorio Taviani (2015)
- Maltese - Il romanzo del Commissario, regia di Gianluca Maria Tavarelli (2017)
- Lazzaro felice, regia di Alice Rohrwacher (2017)
- Una questione privata, regia di Paolo e Vittorio Taviani (2017)
- Copperman, regia di Eros Puglielli (2019)
- 18 regali, regia di Francesco Amato (2020)
- Favolacce, regia di Damiano e Fabio D'Innocenzo (2020)
- Le sorelle Macaluso, regia di Emma Dante (2020)
- Leonora addio, regia di Paolo Taviani (2022)
- La chimera, regia di Alice Rohrwacher (2023)
- Misericordia, regia di Emma Dante (2023)
- Santo cielo, regia di Francesco Amato (2024)
- Ho visto un re, regia di Giorgia Farina (2025)

### Televisione
- Non aprire all'uomo nero, regia di Giulio Questi – film TV (1990)
- Due volte vent'anni, regia di Livia Giampalmo – film TV (1993)
- R.I.S. - Delitti imperfetti – serie TV (2005)
- Amiche mie, regia di Paolo Genovese e Luca Miniero – serie TV (2008)
- Tutta la musica del cuore, regia di Ambrogio Lo Giudice – serie TV (2013)
- Imma Tataranni - Sostituto procuratore, regia di Francesco Amato – serie TV (2019)

## Riconoscimenti
- David di Donatello 2011 al migliore scenografo per Noi credevamo
- Ciak d'oro 2011 Migliore scenografia per Noi credevamo[1]
- European Film Award 2023 Miglior scenografia per La chimera